# Cynégétique
Ne doit pas être confondu avec Cybernétique.
Pour les articles homonymes, voir Cynégétique (homonymie).
La cynégétique (du grec ancien Κυνηγετικά / Kynêgetiká, du verbe κυνηγέω-κυνηγώ / kynêgéô-kynêgố, composé de κύων / kýôn, « chien » et άγω / ágô, « mener », littéralement « mener des chiens »), est l'ensemble des disciplines scientifiques ayant trait à l'exploitation et la gestion des ressources sauvages des milieux terrestres. Le cynégéticien est le spécialiste scientifique de la chasse.

## Domaines d'études
Les cynégéticiens sont des chercheurs scientifiques qui peuvent travailler au sein d'organismes comme l'Office national de la chasse et de la faune sauvage (ONCFS en France), afin d'évaluer les conditions de la chasse, les milieux plus ou moins naturels où elle est pratiquée, ses impacts, les stocks de gibier, l'état de santé de ce dernier ou encore l'évolution de ces stocks (maintien naturel ou par lâchers). C'est une science pluridisciplinaire, au croisement de la biologie, de la biogéographie, de la conservation des stocks, de l'écologie, de l'économie, de la géonomie, de la pathologie animale (étude des zoonoses), de la statistique, de la sylvocynégétique et la zoologie entre autres ; elle fournit au législateur des informations pertinentes pour définir les conditions de chasse.

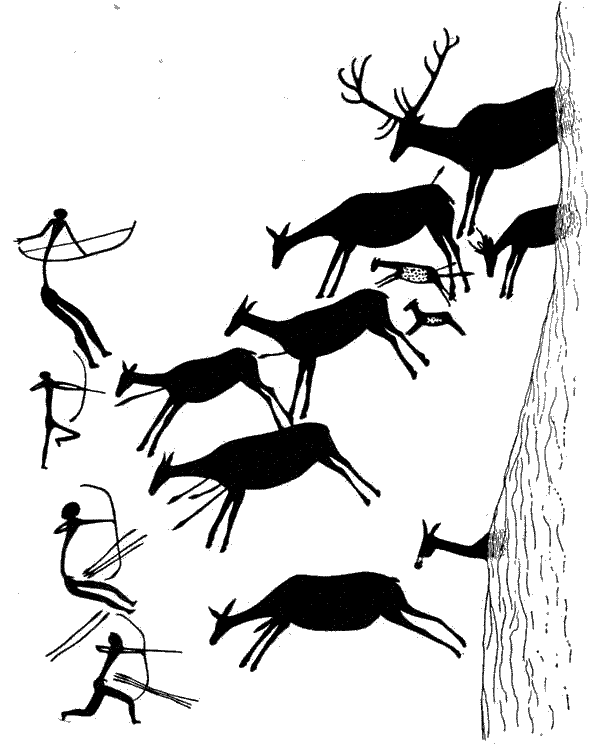
Scène de chasse à l'arc dans l'art néolithique ibérique.

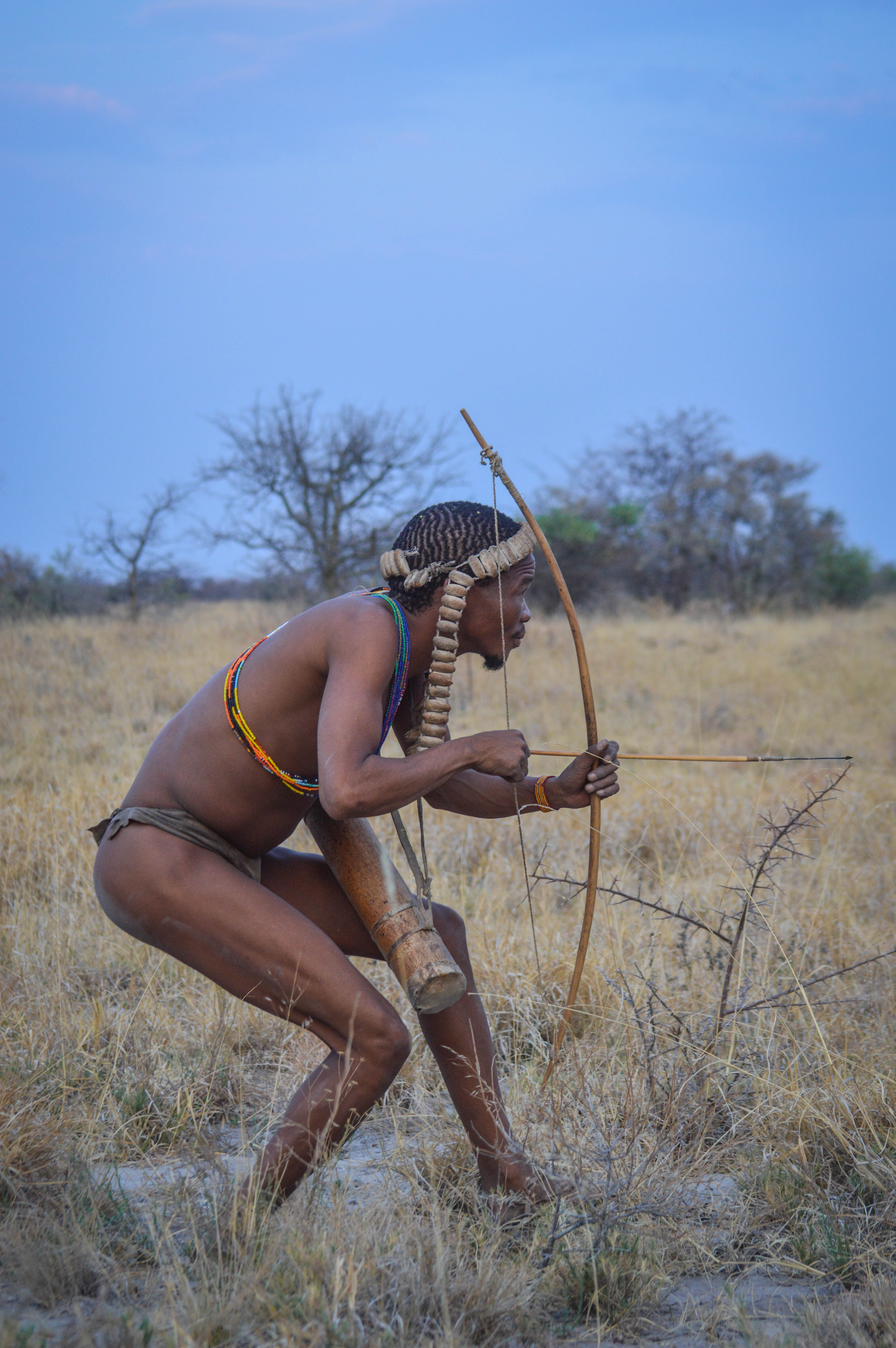
Bushman du Botswana à la chasse.

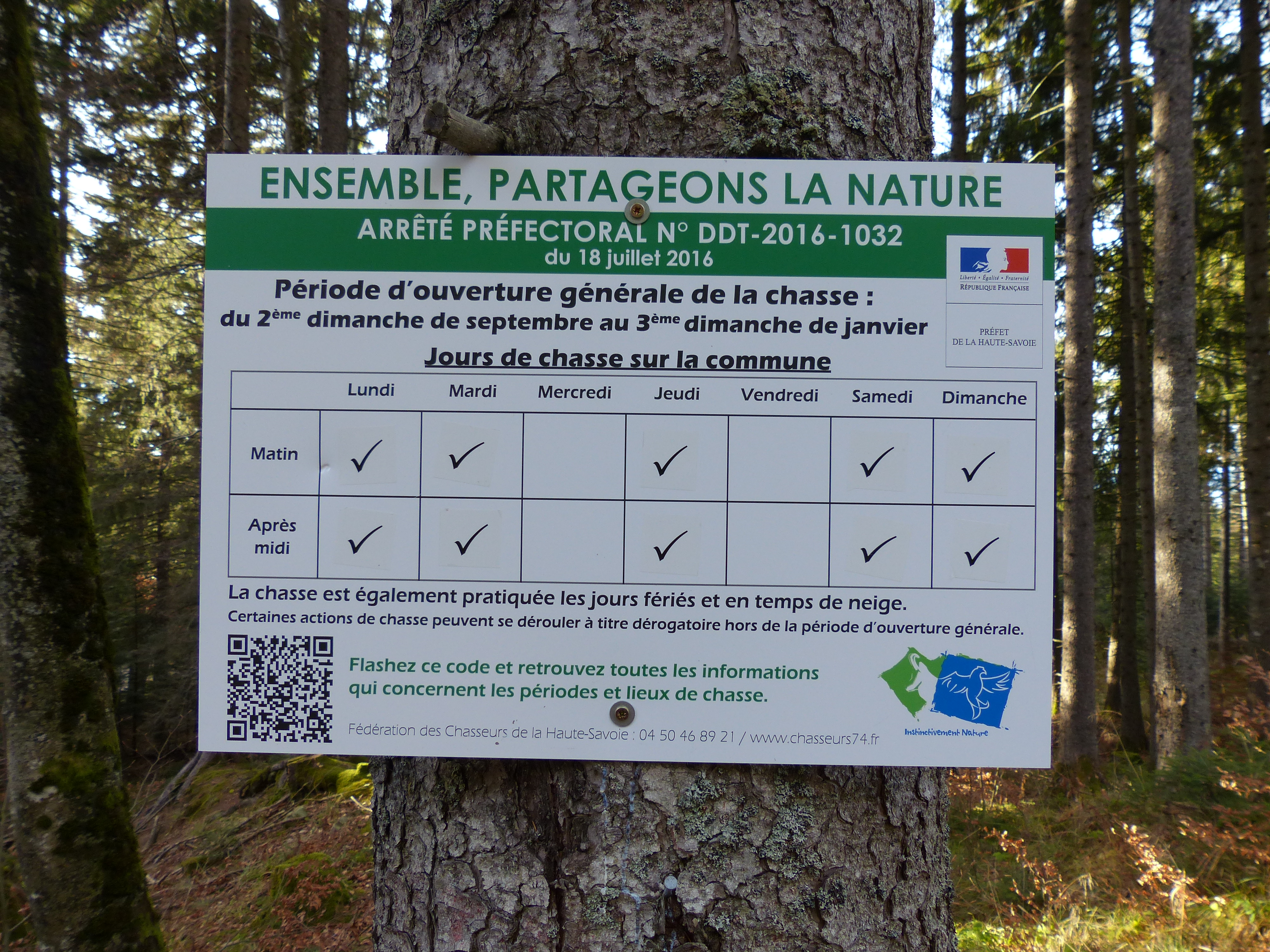
Affichage en forêt des périodes d'ouverture de la chasse.

## Institutions
Créé en 1941, le « Conseil Supérieur de la Chasse » devient « Office National de la Chasse » en 1972, puis « Office National de la Chasse et de la Faune Sauvage » en 2000 et enfin, « Office français de la biodiversité » en 2019.
C'est actuellement l'un des plus importants employeurs de scientifiques spécialistes de la faune sauvage en France (plus de 120 ingénieurs et chercheurs travaillant entre autres sur la transition de la chasse vers une pratique durable, par de meilleurs connaissances des espaces et des espèces, chassables ou non chassables, et par le suivi de leurs populations. Ces cynégéticiens conduisent des études de terrain et vulgarisent auprès des chasseurs les nouvelles connaissances et les outils de gestion du gibier qui en découlent (plans de chasse, méthodes de comptage des espèces, surveillance sanitaire, aménagement et gestion des habitats naturels, gestion cynégétique). C'est pour les en empêcher que les locaux de l'OFB ont été saccagés en 2025 et que le député Laurent Wauquiez réclame sa suppression.
La Fédération nationale des chasseurs a, entre 2007 et 2025, mené ou soutenu environ 140 projets scientifiques ou techniques en partenariat avec l'AFB, le Cemagref, le CNRS, l’INRAE, l’INSERM, le Muséum national d'histoire naturelle, des universités ou les écoles vétérinaires de Lyon et de Toulouse avec lesquels a été formé le « Pôle national scientifique de la chasse » (PNAS).

### Note
1. ↑  Oppien d'Apamée et Timothée de Gaza cités par F.S. Bodenheimer et A. Rabinowitz, On Animals : fragments of a Byzantine Paraphrase of an Animal-Book of the 5nd Century A.D., Brill, Paris-Leiden 1950 : l'apparat critique du texte indique que ces auteurs antiques ont repris beaucoup d'informations à des auteurs antérieurs sans citer leurs sources, pratique courante à l'époque.